# Нильссон, Андерс
Андерс Нильссон (швед. Anders Nilsson; 19 марта 1990, Лулео) — шведский хоккеист, вратарь.

## Карьера

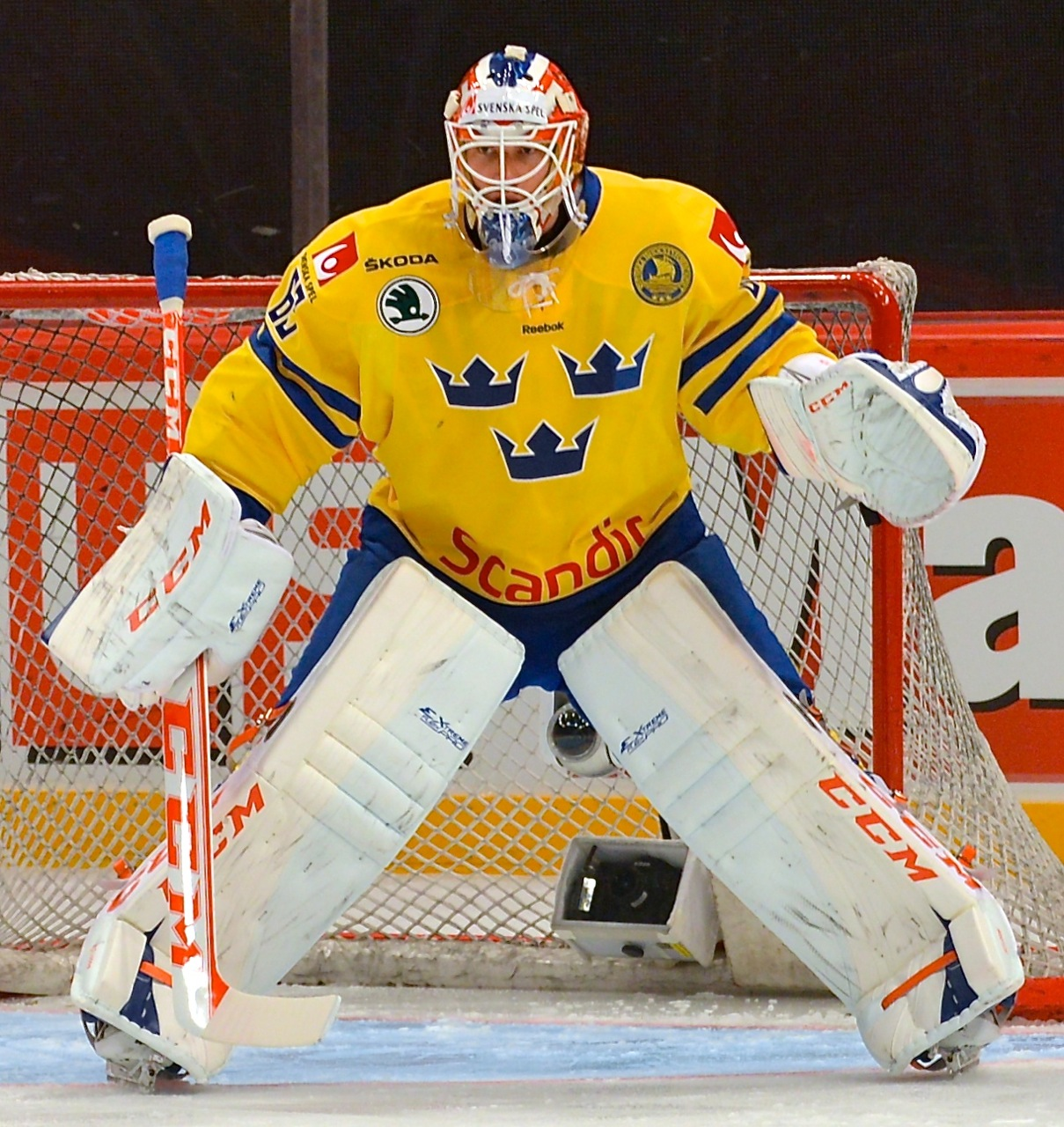
В составе сборной Швеции

Нильсон играл до 2011 года в шведском клубе Лулео. В 2010 году сыграл одну игру на чемпионате мира среди юниоров, где юношеская сборная Швеции выиграла бронзовую медаль. В 2018 году на чемпионате мира в Дании вместе со сборной завоевал золотые медали первенства.

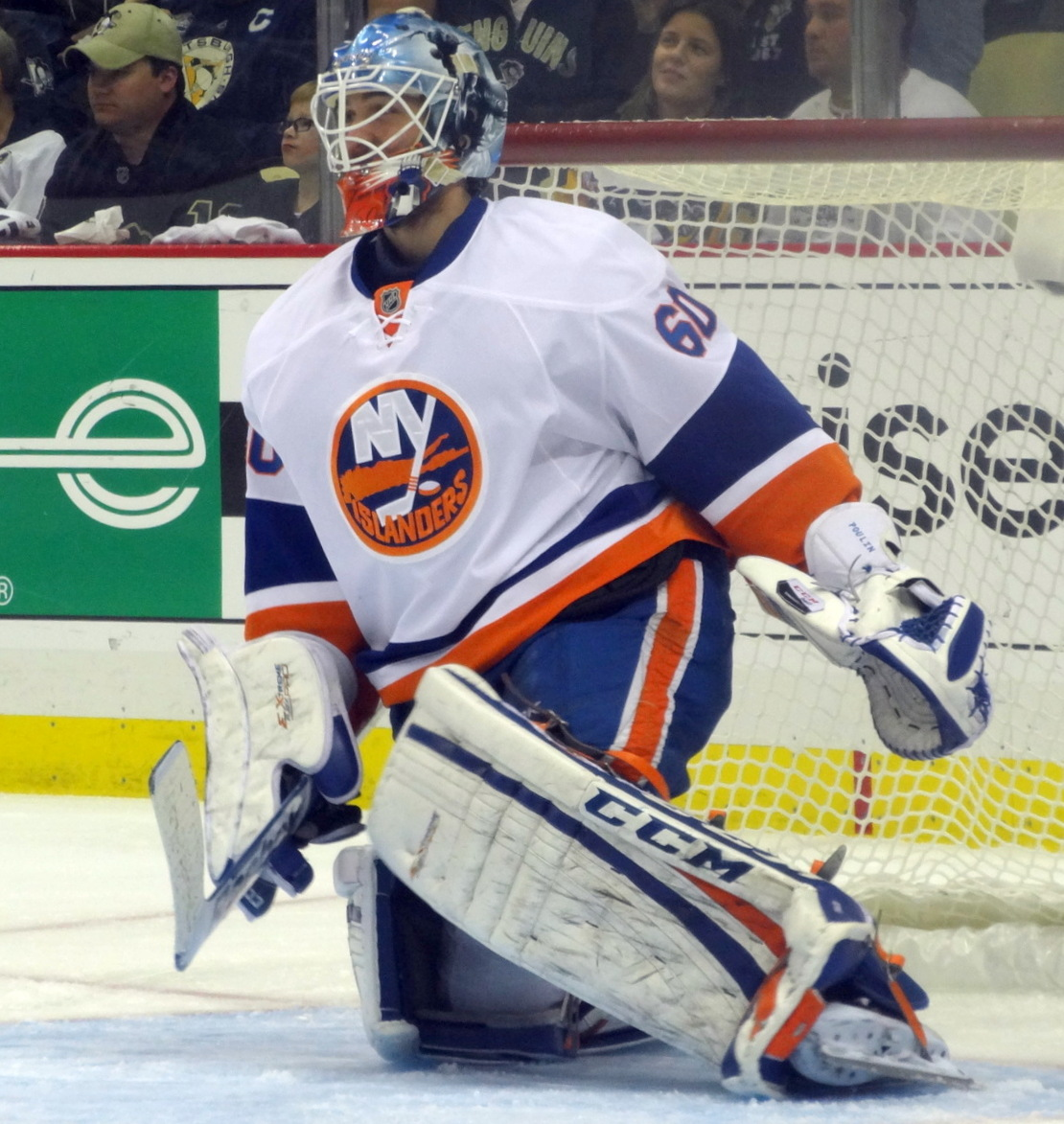
В составе «Нью-Йорк Айлендерс»

В 2009 году был выбран на драфте НХЛ командой «Нью-Йорк Айлендерс» под общим 62-м номером, в 2011 году был выбран на драфте КХЛ минским «Динамо» под общим 10-м номером.
26 мая 2014 года подписал контракт с казанским «Ак Барсом». С 2015 по 2016 года — выступал за клуб НХЛ «Эдмонтон Ойлерз».
27 февраля 2016 года был обменян в клуб «Сент-Луис Блюз» на вратаря Никласа Лундстрёма и выбор в пятом раунде драфта 2016.
Полностью пропустил сезон 2020/21. 8 августа 2021 года объявил о завершении карьеры.